# Жоель Ндала
Жоель Чисанга Ндала (англ. Joel Tshisanga Ndala, нар. 31 травня 2006, Манчестер, Англія) — англійський футболіст конголезького походження, вінгер клубу «Манчестер Сіті».
На правах оренди грає в клубі «Ноттінгем Форест».

## Ігрова кар'єра

### Клубна
Займатися футболом Жоель Ндала починав в академії англійського клубу «Порт Вейл». У 2017 році футболіст приєднався до академії «Манчестер Сіті», з яким в липні 2022 року підписав професійний контракт. Разом з молодіжною командою «Манчестер Сіті» Ндала вигравав молодіжний чемпіонат країни, та в сезоні 2023/24 став переможцем Молодіжного Кубку Англії. Футболіст був включений до першої команди, яка вирушила на Клубний чемпіонат світу 2023 року.
Сезон 2024/25 Ндала почав в оренді в нідерландському Йонг ПСВ, де зіграв 12 матчів, забивши один гол. Взимку футболіст повернувся до Англії і в лютому 2025 року перейшов до «Ноттінгем Форест» на правах оренди з правом викупу.

### Збірна
У 2023 році Жоель Ндала в складі юнацької збірної Англії (U-17) брав участь у юнацькому чемпіонаті світу в Індонезії. На турнірі футболіст забив три голи.
В жовтні 2024 року Ндала дебютував у складі збірної Англії (U-19).

## Досягнення
Манчестер Сіті
- Переможець Молодіжного кубку Англії: 2023/24